# La bandera negra
La bandera negra és una pel·lícula espanyola rodada el 1956, dirigida per Amando de Ossorio Rodríguez a partir d'una obra de teatre d'Horacio Ruiz de la Fuente. Es tracta d'un al·legat contra la pena de mort anys abans d'El verdugo i que fou durament censurada i fins i tot no s'arribà a estrenar mai.

## Argument
Un home espera amb angoixa la decisió de les autoritats de commutar la pena de mort del seu fill, condemnat per assassinar la seva esposa.

## Producció
El director, Amando de Ossorio, es va fer assidu del Café Gijón i va convèncer el jove estudiant de dret Francisco Javier Pérez de Rada y Díaz Rubín, fill dels marquesos de Zabalegui, que financés el rodatge. Donat que se'ls va negar el permís per roda el juliol de 1956, van rodar clandestinament de nit pels carrers de Madrid i sotmesa a dures multes. Finalment l'octubre de 1956 va rebre el permís per rodar, però degut a que va començar a rodar sense permís fou multada i el 19 de febrer de 1957 fou qualificada de "Tercera Categoria", cosa que la privava de qualsevol ajuda estatal i en prohibia l'exportació. Tot i així fou exhibida al Festival Internacional de Cinema Experimental de Knokke-le-Zoute, però mai fou exhibida a sales espanyoles i el material va restar en mans de Pérez de Rada qui poc abans de morir el 2013 va entregar els rodets a la Filmoteca Nacional d'Espanya.